# 국세청 주류면허지원센터
국세청 주류면허지원센터(國稅廳 酒類免許支援센터, NTS Liquor License Support Center)는 대한민국 국세청의 소속기관이다. 2000년 12월 31일 발족하였으며, 제주특별자치도 서귀포시 서호북로 36에 위치하고 있다. 센터장은 서기관 또는 기술서기관으로 보한다.
대한제국 탁지부 소속 양조시험소를 모태로 하고 있다.

## 직무
- 주조에 관한 원료의 연구·분석 및 감정
- 주조기술 및 양조시설의 개선에 관한 연구·분석
- 표준생산수율 및 표준원단위에 관한 사항
- 주류 기타 과세물품의 연구·분석 및 감정에 관한 사무

### 주요 업무

#### 분석감정
분석내용
- 알코올도수 등 규격검사, 향기.향미성분, 첨가물료 등의 성분분석
- 수입주류의 주종분류와 주세율 적용을 위한 각종성분
- 가짜 양주류 판별 및 주요성분 분석
- 기타 주류세원 및 주류에 필요한 유효성분 등

업무내용 및 시스템
- 정기분석: 센터 운영계획에 의거 주류별로 매년 1회 이상 실시
- 수시분석: 지방청 또는 세무서에서 수시로 센터에 분석의뢰
  - 신규면허 주류는 센터의 주질검사 후 합격한 주류만 출고승인(면허조건)
  - 탁·약주를 제외한 전 주류의 제조방법 변경 및 추가, 신개발제품도 센터의 주질 검사 후 합격한 주류만 세무서장이 출고 승인(주세사무처리규정 제39조)
- 순환점검 및 유통주류 분석
  - 주질관리가 필요한 주류는 지방청 또는 세무서장이 무작위로 수거 분석의뢰
- 수입주류 분석
  - 수입주류의 위조여부 분석
  - 주종분류와 세율 적용을 위한 성분 분석

#### 기술지도
기술지도 대상
- 주류제조 기술이 미흡한 탁·약주 제조기술자
- 민속주 제조 기능 보유자 및 제조기술자
- 농림수산부장관이 추천한 농민 또는 생산자단체 주류제조기술자
- 신규로 주류제조면허를 받은 자

지도내용
- 양조학 기초이론과 주류품질관리
- 주류 시험양조 및 분석 실습 교육
- 주류제조와 관련한 신기술 보급

업무시스템
- 민속주 시험제조 면허자와 신규로 주류제조면허를 받은 자 및 농민주에 대해 기술지도가 필요하다고 인정되는 경우 세무서장이 요청
- 국세청주류면허지원센터 시설사용규칙(재정경제부령)에 의거 제조자가 직접 센터에 지도 요청
- 주류분석결과 규격위반 및 명령사항 위반자의 자율에 의한 지도
- 기타 주류제조 기술이 취약하다고 인정되는 경우 센터 계획에 의거 실시

#### 주세행정지원
주세행정 지원 내용
- 주류제조방법 기술검토
  - 주류제조방법을 변경 또는 추가하는 경우와 신규로 주류제조방법신청서가 접수된 때에는 세무서장은 주류면허지원센터장에게 기술적인 검토를 의뢰하고, 주류면허지원센터장은 검토내용을 세무서장에게 통보하여야 하며, 통보를 받은 세무서장은 제조방법의 승인여부를 제조자에게 서면으로 통지하고 있다.(주세사무처리규정 제37조)
  - 세무서장은 신규로 주류제조면허를 받은 주류의 제조방법을 변경 또는 추가하여 새로이 제조된 주류는 센터의 주질감정을 받아 합격한 주류에 한해서 출고 개시하도록 규정(면허조건, 주세사무처리규정 제39조)
- 주류제조장 시설확인 및 용기검정
  - 주류제조자로부터 신규주류 면허자의 주류제조시설 완공신고가 있는 때에는 주세법시행령 제5조 [별표3]에 규정된 주류제조장 시설기준에 적합여부 확인을 주류면허지원센터장의 지원을 받아 세무서장이 수행(주세사무처리규정 제33조 내지 제35조)
  - 주류제조자 또는 판매자로부터 용기의 신규제작, 개량 등의 사유로 용기검정 신청이 있는 때에는 주세사무처리규정 제124조, 부표 제6호의 용기검정방법에 의하여 세무서장이 수행하며, 다만, 용기의 구조가 복잡하거나 기술적인 판단이 필요한 특수용기는 주류면허지원센터장의 지원을 받아 수행
- 주류제조장 순환점검
  - 신규로 면허를 받은 주류제조장과 민속주 및 농민주 제조장에 대해서는 신고된 제조방법대로 제조하는지 여부와 제조시설 운영상태, 명령사항 준수여부 등을 세무서장이 수시로 점검
- 수입주류 등에 대한 주종분류 및 주정관리
  - 주류 수입개방에 따라 다양한 종류의 주류가 외국에서 수입되어 유통되고 있으나 통관시 주종 분류의 오류로 저세율로 통관되어 국산주류와 세율의 형평성 문제가 야기되는 경우가 있어 수입주류에 대해서는 주종을 재분류하여 저세율로 유통되는 주류는 관세청에 통보하고 있다.

개별소비세 과세물품의 과세판단자료 지원
- 세무서장은 개별소비세 해당품목(오락용품, 방향용화장품 등) 여부가 불분명한 물품 및 신규 세원 발굴을 위한 기술검토(개별소비세사무처리규정 제17조)

## 연혁
대한민국 정부 수립 이전
- 1909년 10월: 舊 한국정부 탁지부 소속으로 양조시험소 창설.
- 1919년 13월: 관제개정으로 중앙시험소로 합병.
- 1919년 23월: 경기도 주류시험실로 업무와 시설 이관.
- 1919년 29월: 조선총독부 재무국 소속의 주류시험실로 부활.

대한민국 정부 수립 이후
- 1949년 6월 4일: 재무부 소속으로 양조시험소 설치.[4]
- 1966년 2월 28일: 국세청 소속으로 변경.
- 1970년 2월 13일: 국세청기술연구소로로 개편.[5]
- 2010년 12월 31일: 국세청 주류면허지원센터로 개편.[6]
- 2015년 10월 27일: 제주도 서귀포시로 청사 이전.[7]

## 조직

### 센터장
- 분석감정과[8]
- 기술지원과[9]
- 세원관리자원과[8]